# Portulaca umbraticola
Espèce
Classification APG III (2009)
Portulaca umbraticola est une plante herbacée de la famille des portulacacées. Sous différentes formes, il est indigène dans toutes les Amérique. Un hybride intra et inter spécifique est couramment cultivé comme plante ornementale.

## Description
Dans les catalogues de ventes de plants il est souvent confondu avec les variétés issues de Portulaca grandiflora.
Portulaca umbraticola est une plante annuelle pouvant être vivace de courte durée de vie en climat hors gel. Il est à croissance rapide pouvant atteindre jusqu'à 30 centimètres de haut, mais généralement moins. Les feuilles sont charnues et spatulées (ce qui le distingue des variétés issu de P. grandiflora qui sont à feuilles cylindriques). Les fleurs ont cinq pétales et un diamètre de 2,5 à 3 centimètres.

## Culture et utilisation
Les cultivars et hybrides horticoles sont souvent cultivés sous les climats tempérés comme plante ornementale annuelle pour les plates-bandes ou comme plante en pot. Ils fleurissent abondamment tout l'été et tant que la température est chaude. Les fleurs sont de couleurs unies, parfois panachées dans les tons rouge, orange, rose, blanc, jaune. Des obtentions de la fin du XXe siècle présentent des fleurs en pompons.
Il exige un climat chaud, beaucoup de lumière et un sol bien drainé.
Il existe aussi des hybrides de P. umbraticola avec P. oleracea, grandiflora, villosa.
Il est parfaitement comestible au même titre que P. oleracea.